# Turgaistraße
Die Turgaistraße (auch bekannt als Turgaimeer, Obikmeer, Uralmeer und Westsibirisches Meer) war während des Mesozoikums bis zum Känozoikum ein großer flacher Salzwasserkörper (ein epikontinentales oder epeirisches Meer). Es erstreckte sich nördlich des heutigen Kaspischen Meeres bis in die paläoarktische Region und existierte von der Mitteljura bis zum Oligozän, also vor etwa 160 bis 29 Millionen Jahren.
Die Turgaistraße war nicht komplett durchgehend. Sie „zersplitterte Südeuropa und Vorderasien in viele große Inseln und trennte Europa von Asien.“ Die Teilung der eurasischen Landmasse durch die Turgaistraße führte zu einer Isolierung der Tierpopulationen. Ihren Namen hat die Turgaistraße vom Fluss Turgai.